# Ferenczy József (színművész, 1861–1921)
Ferenczy József, Ferenczi (Borsa, Kolozs megye, 1861. november 12. – Budapest, 1921. április 19.) színész, baritonénekes, orfeum felügyelő.

## Életútja
Ferenczy Károly gazdatiszt és Kelemen Karolin fiaként született, vallása református. A kolozsvári református kollégium növendéke volt 1874 és 1880 között. Egyetemi tanulmányai után szolgabíró akart lenni, majd 1885-ben a színi pályára lépett. Működött Kassán, Debrecenben, Szatmáron, Székesfehérvárott stb. 1898-ban a szabadkai színház tagja volt. Halálát tüdőgümőkór okozta. Felesége F. Lányi Irma színésznő volt, akivel 1898. április 2-án kötött házasságot Szabadkán. Leányuk Ferenczy Magda, színésznő, született 1902-ben Szatmárt. A Színiakadémián tanult, már gyermekkorában játszott és ügyes szavalatával feltűnést keltett, azonban fiatalon, 1922. június 24-én elhunyt.